# فتح 360 (صاروخ باليستي)
منظومة صواريخ فتح 360: هي صواريخ أرض_أرض باليستية تكتيكية إيرانية الصنع. موجهة بالأقمار الصناعية تبلغ سرعتها 3 أضعاف سرعة الصوت. كما وأنها تعمل بالوقود الصلب ونقطوية. يمكن إطلاق صواريخ فتح-360 بسرعة 3 ماخ، ثم بمجرد توصيلها بالأقمار الصناعية، يمكن إطلاقها بسرعة 4 ماخ لتحديد الأهداف وتدميرها بسرعة. ويبلغ مدى هذه الصواريخ من 100 إلى 120 كيلومتر تمكن هذه الصواريخ الباليستية القوات البرية التابعة للجيش الإيراني وكذلك القوات البرية التابعة للحرس الثوري الإيراني من إطلاق نيران دقيقة قصيرة المدى بكميات كبيرة ضد الدفاعات الجوية للعدو. يُذكَر أن جمهورية إيران تمتلك بالفعل واحدة من أكبر ترسانات الصواريخ الباليستية في منطقة الشرق الأوسط، إن لم تكن هي الأكبر بالفعل. وتمكنت إيران أيضاً من تطوير قدرتها على إطلاق الأقمار الصناعية المدنية منها والعسكرية كالقمر الصناعي العسكري الإيراني نور 1 و2. ويتراوح نظام جمهورية إيران الصاروخي بين أنواع متفاوتة المدى تتراوح ما بين 45 كيلومتراً إلى 10 آلاف كيلومتر. كما ويضم صواريخ باليستية، ومجنحة بعيدة المدى، إضافةً إلى صواريخ خارقة للدروع يمكن إستخدامها ضد أهداف بحرية. وبهذا تقع القارة الأوروبية وسواحل ألاسكا وأجزاء من آسيا في مرمى الصواريخ الإيرانية.

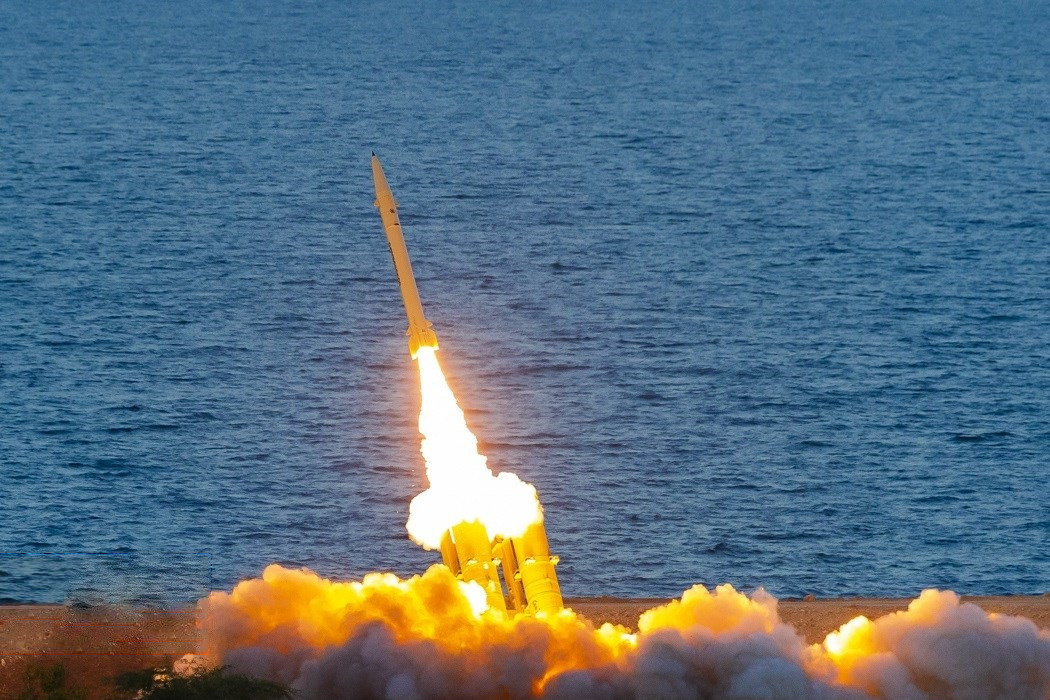
إطلاق صاروخ من فئة فتح_360 خلال تمرين عسكري

## الإعلان الرسمي
أعلن الجيش الإيراني وللمرة الأولى باستعراض منظومة صواريخ فتح البالستية التكتيكية ومنصات إطلاقها التابعة للقوة البرية للجيش الإيراني وذلك في شهر أبريل/ نيسان عام 2022م. ويأتي الإعلان عن هذه المنظومة الصاروخية بمناسبة "يوم الجيش" في الجمهورية الإيرانية، بالإضافة إلى إعلان الجيش الإيراني عن إمتلاكه أسلحة ومعدات حربية جديدة، بينها النسخة الحديثة لمنظومة "صياد التكتيكية" وهي النسخة المطورة لمنظومة "الشهيد صياد" للدفاع الجوي. كما وعرض الجيش الإيراني الجيل الجديد من منظومة "دزفول" للمضادات الجوية، وصاروخ "فتح" الدقيق، ومسيرات "أبابيل 5" و"كمان 22"، كأحدث إنجازاته في المجال الدفاعي.

## مواصفات الصاروخ
يبلغ طول صاروخ فتح-360، 4 أمتار، وقطره 30 سم، ويزن 850-1100 كجم، وتزن حمولته 150 كجم، ويبلغ مداه 100 إلى 120 كم. ويمكن إطلاق صواريخ فتح-360 بسرعة 3 ماخ، ثم بمجرد توصيلها بالأقمار الصناعية، يمكن إطلاقها بسرعة 4 ماخ لتحديد الأهداف وتدميرها بسرعة.

## مميزات منظومة صواريخ فتح 360
- سرعة الصاروخ

أن سرعة صاروخ فتح 360 تبلغ 3 أضعاف سرعة الصوت، وتُستَخدَم لضرب الأهداف الإستراتيجية، وهي متصلة بالأقمار الصناعية للبحث السريع عن مسار التحليق، وتبلغ سرعته حين السقوط على الهدف نحو 4 أضعاف سرعة الصوت، أي قرابة 5 آلاف كيلومتر في الساعة.
- القوة التدميرية

لهذا الصاروخ قدرة تدميرية بالغة ودقة متناهية، وتُطلَق من منصات سداسية، وتبحث جميعها عن هدف واحد للإنهمار عليه، وقد أزيح الستار لأول مرة عن هذا الصاروخ في يوم الجيش الإيراني.
- نظام التوجيه

يتميز هذا الصاروخ بنظام توجيه يربطه بعدة أقمار صناعية في كل ثانية ويغير مساره فوراً.
- الرأس الحربي

تجدر الإشارة إلى أن هناك عدة أنواع للرأس الحربي في هذا الصاروخ، فمن الممكن إستخدام رأس حربي شديد الإنفجار، أو آخر ينشر شظايا بعد أن ينفجر على إرتفاع معين فوق الهدف، ورأساً حربياً مخصص لاختراق التحصينات والخرسانة.
- المناورة

يَستَخدِم صاروخ فتح 360 لإصابة الأهداف الإستراتيجية، ويتمتع بقدرة كبيرة على المناورة نسبةً لسرعته التي تصل إلى حوالي 4 ماخ (نحو 4,939 كلم/ساعة).
- الوقود المستخدم

يتميز هذا الصاروخ باستخدامه للوقود الصلب، ما يتيح له التجهز في دقائق معدودة لعملية الإطلاق نحو أهدافه.
- العمر التخزيني

يتمتع صاروخ فتح 360 بعمر تخزين جيد، يقدر بما لا يقل عن 10 سنوات، وخطأه أقل من 30 متراً.

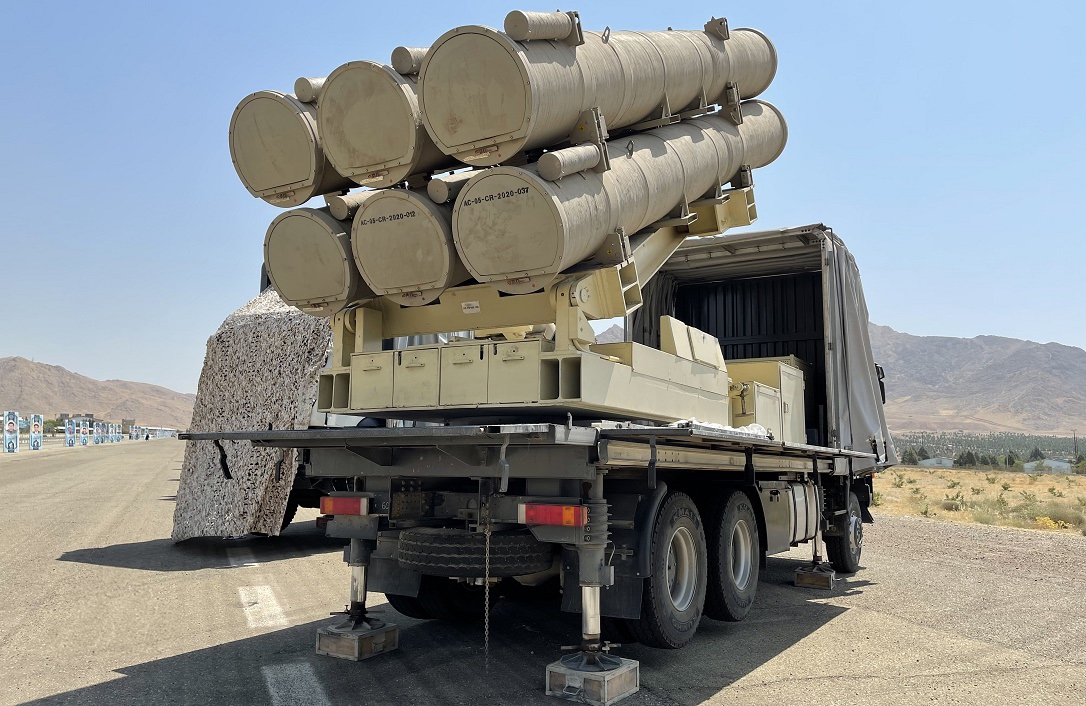
قاذفة صواريخ فتح_360 تحتوي على 6 أنابيب للإطلاق مثبتة على شاحنة

## وظيفة صواريخ فتح 360
تتميز منظومات صواريخ فتح 360 المستخدمة من قبل الجيش والحرس الثوري الإيرانيين بإمكانية تدمير أنواع الأهداف، واستهداف أنواع أنظمة الدعم الناري للعدو، لفتح الطريق أمام هجوم القوات البرية. ووفقاً لتصريح قادة الحرس الثوري، فإن هذه الصواريخ مزودة برؤوس حربية تخترق التحصينات وتم تجهيزها مؤخراً بمنظومة توجيه مشترك وبصري، بإمكانها أن تكون شديدة المقاومة في بيئة الحرب الإلكترونية وأن تدمر الأهداف دون أن تواجه أي خلل. وقد استهدفت هذه المنظومة قبل فترة زمنية قصيرة مقرات الجماعات الإنفصالية في إقليم كردستان العراق. وبحسب نوع العمليات والأهداف، فإن هذه المنظومات تَستَخدِم منصات إطلاق المتعددة الصواريخ، و يتم خلال دقيقة واحدة إطلاق الصواريخ بسرعة عالية ومغادرة موقع الإطلاق للحيلولة دون تعرضها لهجوم العدو. ومع تزويد هذه المنظومة للقوة البرية التابعة للحرس الثوري بلغ مدى صواريخها أربع أضعاف، وهذا بمعنى أن القوة البرية لها يد قوية من أجل توفير دعم ناري جيد لوحداتها العاملة في ساحة المعركة.

## قاذفة صواريخ فتح 360
يمكن لقاذفة فتح-360 المثبتة على شاحنة، والتي تحتوي على 6 أو 4 أو 2 من أنابيب الإطلاق، أن تحمل عدة صواريخ نظراً لصغر حجمها نسبياً ووزنها الخفيف. وبذلك يمكنها من تقديم الدعم الناري للقوات البرية ضمن مدى يتراوح ما بين 30 كيلومتر إلى 120 كلم.

## إختبار الصاروخ
تم إختبار صاروخ فتح-360 قصير المدى أرض – أرض والأسلحة المقترنة به من قبل جمهورية إيران خلال مناورات (إقتدار 1401) العسكرية في نصر آباد، أصفهان. حيث قامت الوحدات الصاروخية التابعة للقوات البرية للجيش الإيراني في المرحلة الثانية من مناورات اقتدار 1401، بإطلاق صواريخ أرض – أرض من طراز فتح 360 وفجر 5. وقد بدأت المناورات، بمشاركة وحدات المشاة والمدرعات والمدفعية وطيران الجيش الإيراني والطائرات المسيرة والهندسة والقوات المجوقلة (المحمولة جواً) والحرب الإلكترونية، وبإسناد من طائرات النقل العسكرية للقوات الجوية، حيث استمرت ليومين في منطقة نصر آباد في محافظة أصفهان، وكان هدفها "إجراء تقييم ورفع مستوى جهوزية الوحدات القتالية للقوات البرية للجيش في مواجهة الأخطار.

## استخدام صواريخ فتح 360 في مناورات أرس العسكرية
في نهاية عام 2022م تم استخدام صواريخ فتح 360 من قبل القوة البرية التابعة للحرس الثوري في مناورات (أرس) وتُعَد صواريخ فتح 360، صواريخ تكتيكية تعمل بالوقود الصلب ونقطوية. ويستخدمها الحرس الثوري منذ عام. وأكدت وكالة تسنيم الدولية للأنباء، ان القوة البرية للحرس الثوري قامت بنشر منظوماتها الصاروخية في هذه المنطقة لاستخدامها في المناورات. يذكر أن هذه المناورات قامت بها القوات البرية للحرس الثوري في منطقة ارس شمال غرب جمهورية إيران. وتم إرسال وحدات قتالية جديدة للقوات البرية للحرس الثوري إلى منطقة المناورات، وشملت القوات الجديدة أرتالاً من أنواع الدبابات والمدافع والآليات المدرعة والوحدات الصاروخية وآليات الإسناد ومعدات عسكرية أخرى. كما تم إرسال الجسور المتحركة أيضاً إلى منطقة المناورات. وتفقد قائد القوات البرية للحرس الثوري العميد محمد باكبور القوات المشاركة في المناورات وأرتال القوات التي تم إدخالها إلى هذه المنطقة.

## ردود أفعال
إيران
أوضح المتحدث باسم مناورات (اقتدار 1401)، العميد كريم جشك، "إن صواريخ فتح 360 وفجر 5 البعيدة المدى، أُطلِقَت لأول مرة خلال هذه المناورات"، مشيراً إلى أن "صاروخ فتح 360 يتصل خلال الثانية الواحدة بعدة أقمار صناعية ويقوم بإصلاح مساره سريعاً، وهو صاروخ يطلق من منصات سداسية، وهو دقيق الإصابة، ويعتبر صاروخاً استراتيجياً، وقد أُطلِقَ منه صاروخان إثنان في هذه المناورة سقطا على الهدف بشكل دقيق".

## معرض الصور

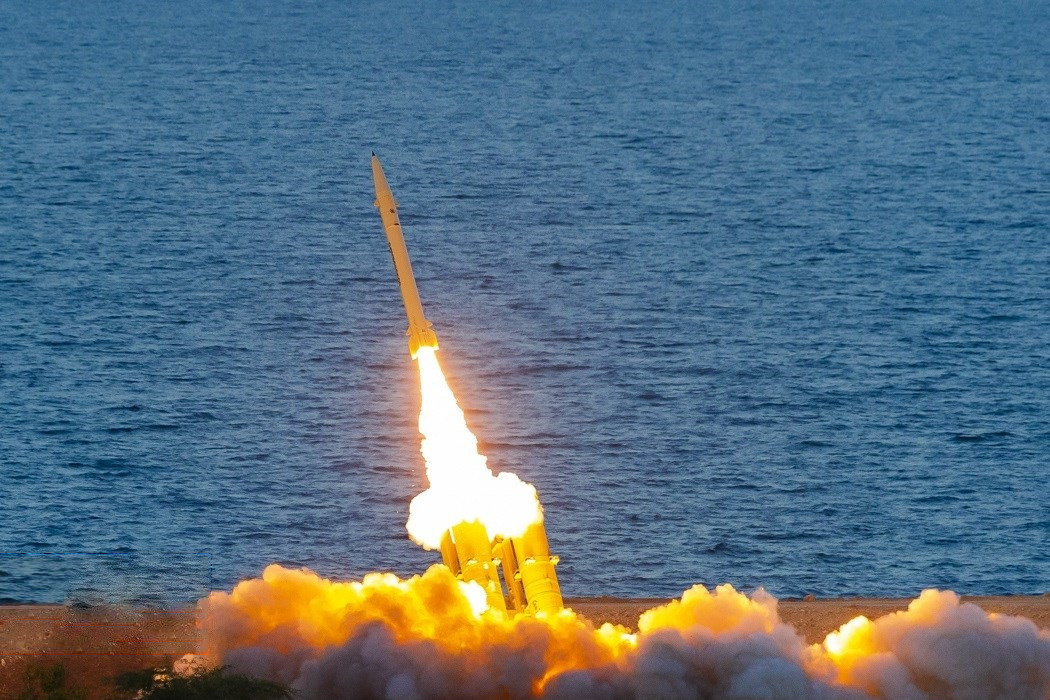
إطلاق صاروخ من فئة فتح_360 خلال تمرين عسكري

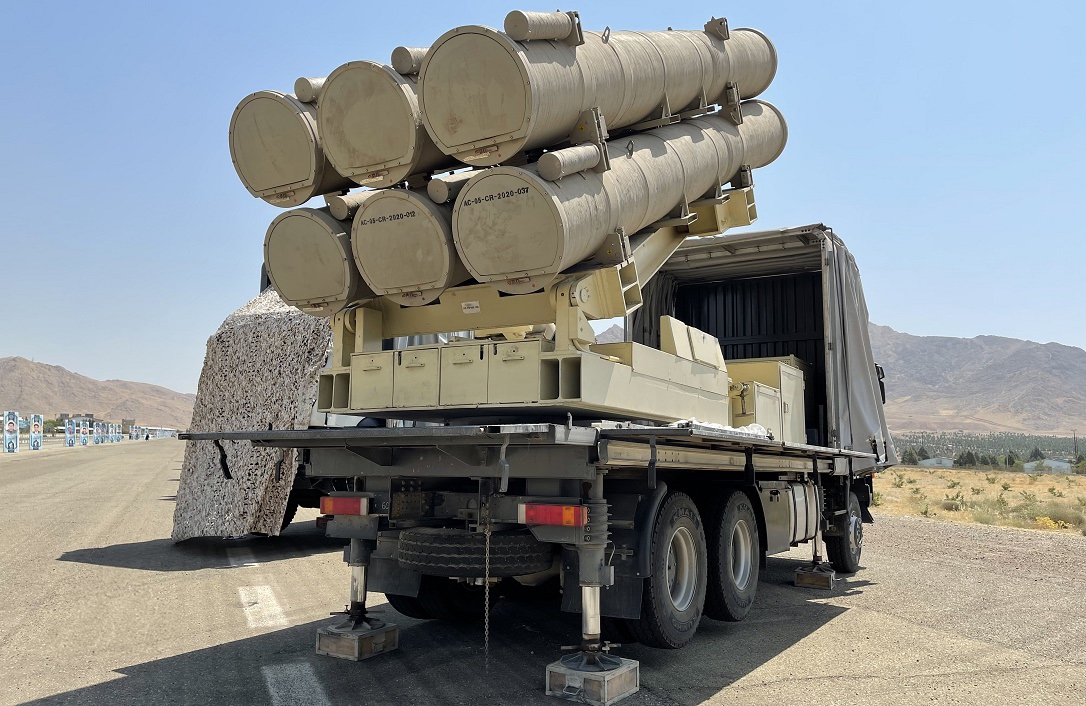
قاذفة صواريخ فتح_360 تحتوي على 6 أنابيب للإطلاق مثبتة على شاحنة